# Shanklish
Shanklish (tiếng Ả Rập: شنكليش shanklīsh hoặc شنغليش shanghlīsh), còn được gọi là chancliche, shinklish, shankleesh, sorke, hoặc sürke, là một loại pho mát sữa với nguyên liệu chính là sữa bò hay sữa cừu trong ẩm thực Levantine. Món ăn thường thường có hình dạng trông giống như các quả bóng,với đường kính 6 cm, thường được bao phủ bởi hạt tiêu za'atar và Aleppo;những nguyên liệu này phải được phơi khô và để lâu. Gia vị phổ biến nhất là húng tây, điều đó làm cho phô mai có vẻ giống như một quả bóng rum. Shanklish cũng được bán với hình dạng nhỏ hơn,hoặc cũng có thể có những hình dạng khác nhau.
Ở Ai Cập, shanklish được làm bằng cách lên men phô mai Areesh,  bằng cách sử dụng một chiếc lưới.
Shanklish có rất nhiều loại kết cấu và hương vị. Pho mát tươi có kết cấu mềm và hương vị nhẹ; những loại được sấy khô và già trong một thời gian dài trở nên khó khăn hơn và có thể có mùi và hương vị cực kỳ hăng. Để làm phô mai cay, các loại gia vị như tiểu hồi cần và ớt có thể được trộn vào trước khi phô mai được tạo thành hình quả bóng. Shanklish cay thường được phủ ớt bên ngoài, loại này thường có ở Syria và chúng có màu đỏ. Shanklish từ đồng bằng ven biển Syria xung quanh Tartus và vùng Akkar phía bắc Lebanon được cho là ngon nhất; Chúng có kết cấu cứng, với hương vị mới lạ và màu gần như trắng.
Shanklish thường được ăn với cà chua thái nhỏ, hành tây và dầu ô liu; chúng cũng thường được ăn kèm với araq. Đó cũng là một món ăn meze phổ biến. Shanklish cũng được nghiền với trứng hoặc nghiền trong pita với dưa chuột, bạc hà và dầu ô liu cho bữa sáng.